# Anthopleura sanctaehelenae
Anthopleura sanctaehelenae is een zeeanemonensoort uit de familie Actiniidae.
Anthopleura sanctaehelenae is voor het eerst wetenschappelijk beschreven door Carlgren in 1941.